# ديفرا جي كاليمان
ديفرا جيل كليمان (15 نوفمبر 1942-29 أبريل 2010) عالمة أحياء أمريكية ساعدت في إنشاء علم الحفظ الحيوي. وهي معروفة بعملها في الحفاظ على الأنواع المهددة بالانقراض وخاصة قرد الأسد الذهبي البرازيل. كانت جهودها لاستخدام حدائق الحيوان لإدارة علم الوراثة للأنواع النادرة «واحدة من أعظم قصص النجاح في تاريخ حدائق الحيوان الحديثة» وفقًا لستيفن مونفورت مدير معهد سميثسونيان للحفظ الحيوي. وديفرا معروفة أيضًا بجهودها في تربية الباندا في حديقة الحيوانات الوطنية.

## الحياة والوظيفة
ولدت كليمان في برونكس، والتحقت بجامعة شيكاغو، وكانت تعتزم الالتحاق بالطب. ومع ذلك حولت تخصصها إلى سلوك الحيوان، تخرجت في عام 1964. حصل على درجة الدكتوراه في علم الحيوان من جامعة لندن عام 1969، وانضمت إلى فريق عمل حديقة الحيوان الوطنية في واشنطن العاصمة عام 1972. في عام 1979 تم تعيينها رئيسًا لقسم أبحاث علم الحيوان وفي عام 1986 تم ترقيتها إلى مدير مساعد للبحوث. تم تعيينها أيضًا في طاقم علم الأحياء في جامعة ميريلاند حيث عملت كأستاذ مساعد.

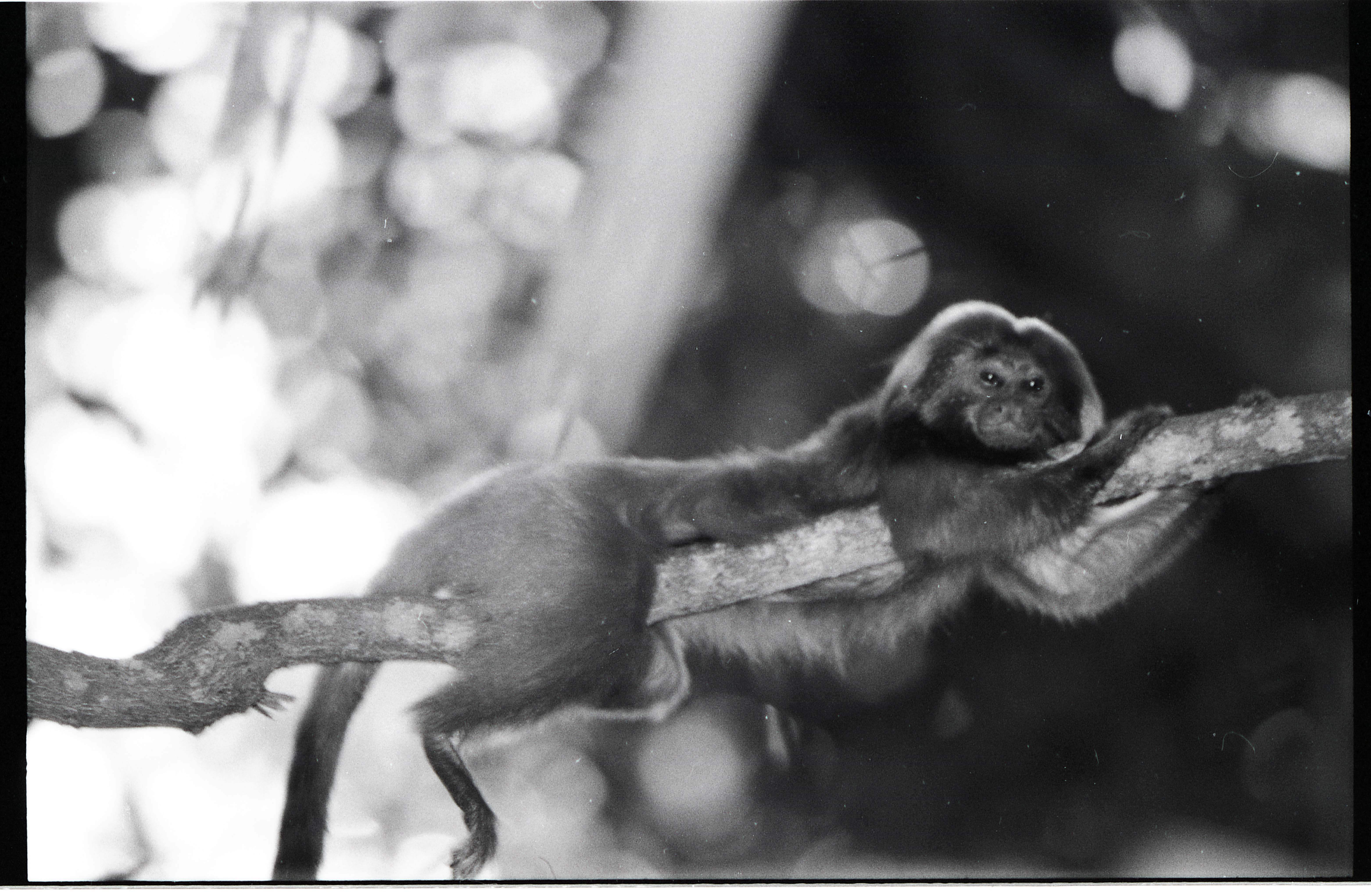
قرد الأسد الذهبي ، تصوير ديفرا كليمان عام 1997.

كان أكبر نجاح لكليمان هو الأسد الذهبي طمارين، وهو قرد صغير برتقالي محمر يسكن الغابات الساحلية في البرازيل. في أوائل السبعينيات من القرن الماضي استجابت لتحذير طوارئ من عالم الأحياء البرازيلي أديلمار كويمبرا فيلهو الذي أفاد بأن عدد الطمارين انخفض إلى عدة مئات في البرية و 75 فقط في الأسر. عملت كليمان مع فيلهو لإقناع أكثر من اثنتي عشرة حديقة حيوان بالانخراط في برنامج إقراض تعاوني لتعزيز التربية. كما استخدمت البيانات الوراثية لمحاولة ضمان نسل أقوى. عمل كليمان وفيلو أيضًا على الحفاظ على مساحات كبيرة من موطن الطمارين واستعادتها. بحلول وقت وفاة كليمان كان هناك حوالي 1600 أسد طمارين في البرية و 500 في حدائق الحيوان حول العالم.
كما تقدمت كليمان بشكل كبير في المعرفة العلمية للباندا. عندما تبرعت الحكومة الصينية بزوج من الباندا إلى حديقة الحيوان الوطنية في عام 1972 كان هناك اهتمام عام كبير بتربيتها، ومع ذلك فشلت جميع حالات الحمل الأربعة الأولى. قادت كليمان فريقًا كبيرًا اكتشف في النهاية أن الحكمة التقليدية حول الباندا - بأنها مخلوقات انفرادية - كانت غير صحيحة. بعد أن قامت حديقة الحيوان بتعديل وضعهم المعيشي للسماح بالتفاعل والتواصل الاجتماعي نجح الزوج التالي من الباندا في إنجاب طفل.
توفيت بسبب السرطان في مستشفى جامعة جورج واشنطن في واشنطن العاصمة 
1. 1 2 3   https://www.nytimes.com/2010/05/09/science/09kleiman.html. {{استشهاد ويب}}: |url= بحاجة لعنوان (مساعدة) والوسيط |title= غير موجود أو فارغ (من ويكي بيانات) (مساعدة)
2. ↑   https://siarchives.si.edu/collections/siris_arc_302446. {{استشهاد ويب}}: |url= بحاجة لعنوان (مساعدة) والوسيط |title= غير موجود أو فارغ (من ويكي بيانات) (مساعدة)
3. ↑  Brown, Emma (May 4, 2010). Devra G. Kleiman dies at 67; helped create field of conservation biology. واشنطن بوست نسخة محفوظة 2016-12-07 على موقع واي باك مشين.
4. ↑  Siegel, Robert; Norris, Michele (2010). Remembering Biologist Devra Kleiman. الإذاعة الوطنية العامة نسخة محفوظة 2021-01-15 على موقع واي باك مشين.
5. ↑  Wright، Jennifer (25 مايو 2010). "The Archival Legacy of Devra Kleiman". The Bigger Picture. Smithsonian Institution. مؤرشف من الأصل في 2018-02-01. اطلع عليه بتاريخ 2015-03-27.
6. ↑  Mallinson، J. J. C. (2012). "A dedication - Devra G. Kleiman". International Zoo Yearbook. ج. 46: 1–3. DOI:10.1111/j.1748-1090.2012.00175.x.

## روابط خارجية
- ديفرا كليمان عبر جامعة ماريلاند
- أوراق ديفرا جي كليمان، 1967-2010 عبر مؤسسة سميثسونيان
- صندوق ديفرا كليمان عبر Save the Golden Lion Tamarin